# Disophrys minor
Disophrys minor är en stekelart som beskrevs av Szepligeti 1914. Disophrys minor ingår i släktet Disophrys och familjen bracksteklar. Inga underarter finns listade i Catalogue of Life.